# Билингам
Бѝлингам (на английски: Billingham) е град в графство Дърам, Англия. Основан е около 650 г. По данни от преброяването през 2006 г. има население от 35 765 души. От времето на Първата световна война градът е център на химическата промишленост, като за нуждите на войната там се произвежда амоняк. Водеща е ролята на компанията Империъл Кемикъл Индъстрийс (Imperial Chemical Industries, ICI), но през 90-те години на 20 век тя преустановява дейността си в Билингам.

## Известни личности, родени в Билингам
- Андрю Дейвис (р. 1984), футболист
- Гари Палистър (р. 1965), футболист
- Еди Джобсън (р. 1955), музикант
- Томи Муни (р. 1971), футболист
- Уили Мадрън (1951 - 2000), футболист